# Agaricus bisporus
« Champignon de Paris » redirige ici.  Pour la nouvelle d’Amélie Nothomb, voir Les Champignons de Paris.
Espèce
Agaricus bisporus, l'Agaric bispore, est une espèce de champignons basidiomycètes de la famille des Agaricaceae.
Rare à l'état sauvage, ce champignon est cultivé sous le nom de champignon de Paris ou champignon de couche. C'est le champignon le plus cultivé en champignonnière car il est simple et rapide à cultiver. La plupart proviennent de Chine.
Les champignons de Paris ont des lamelles roses lorsque le champignon est jeune, puis brun-noir à noires en vieillissant. Le chapeau est rond, d'un blanc velouté qui se tache par la suite d'ocre ou de brun. Il est attaché au pied par un voile quand il est très jeune (on n'aperçoit pas ses lamelles) puis il s'ouvre en libérant un petit anneau. Il s'aplatit en vieillissant.
Ce champignon pousse à l'état naturel au début de l'été ou en automne sur les sols gras, le fumier, les jardins, dans les haies de cyprès, les pâtures, les cours, toujours hors des forêts. Agaricus bisporus existe à l'état sauvage sous le cyprès de Lambert (Cupressus macrocarpa) et d'autres conifères, sur débris végétaux, vieux mélange de paille et de crottin de cheval, dune en bordure d'océan, sous Tamaris, Prosopis, etc. Son plus proche cousin est Agaricus subfloccosus. Agaricus bisporus est souvent confondu avec le rosé des prés (Agaricus campestris). Ce petit champignon pousse souvent en grand nombre dans les prés ou les jardins.

## Histoire
Ce champignon serait originaire d'Égypte ou de Chine. Vers 1670, La Quintinie, jardinier du roi Louis XIV en débute la culture sur couches en plein air à Versailles,,,. La technique de culture en plein air du champignon de Paris est mentionnée pour la première fois en 1707 dans un traité de Joseph Pitton de Tournefort, celle-ci n'étant cependant pas encore au point.
En 1810, le maraîcher Chambry fait pousser des champignons de Paris dans des carrières du sud de la capitale, pour le protéger des aléas climatiques. Il a l'idée d'humidifier et d'aérer les couches en ventilant les sites de culture. En 1893, l'Institut Pasteur donne son essor à cette production en recommandant la stérilisation du milieu de production. Sa culture est introduite dans le Val de Loire en 1895. La Touraine et le Saumurois représentent les trois quarts de la production française. La culture souterraine s'est d'abord pratiquée sur couches, puis en sac ou en caisses. Le champignon de Paris est ainsi cultivé en France, à grande échelle depuis deux siècles.
À la fin du XIXe siècle plus de 300 producteurs cultivaient le champignon de Paris pour un total de mille tonnes annuelle en 1875. Trois millions de paniers sont livrés aux Halles de Paris. Il est produit en banlieue, mais aussi à Paris jusqu'en 1895 où les travaux du métro mettent un terme à sa culture dans les carrières abandonnées du sud de Paris.

## Culture

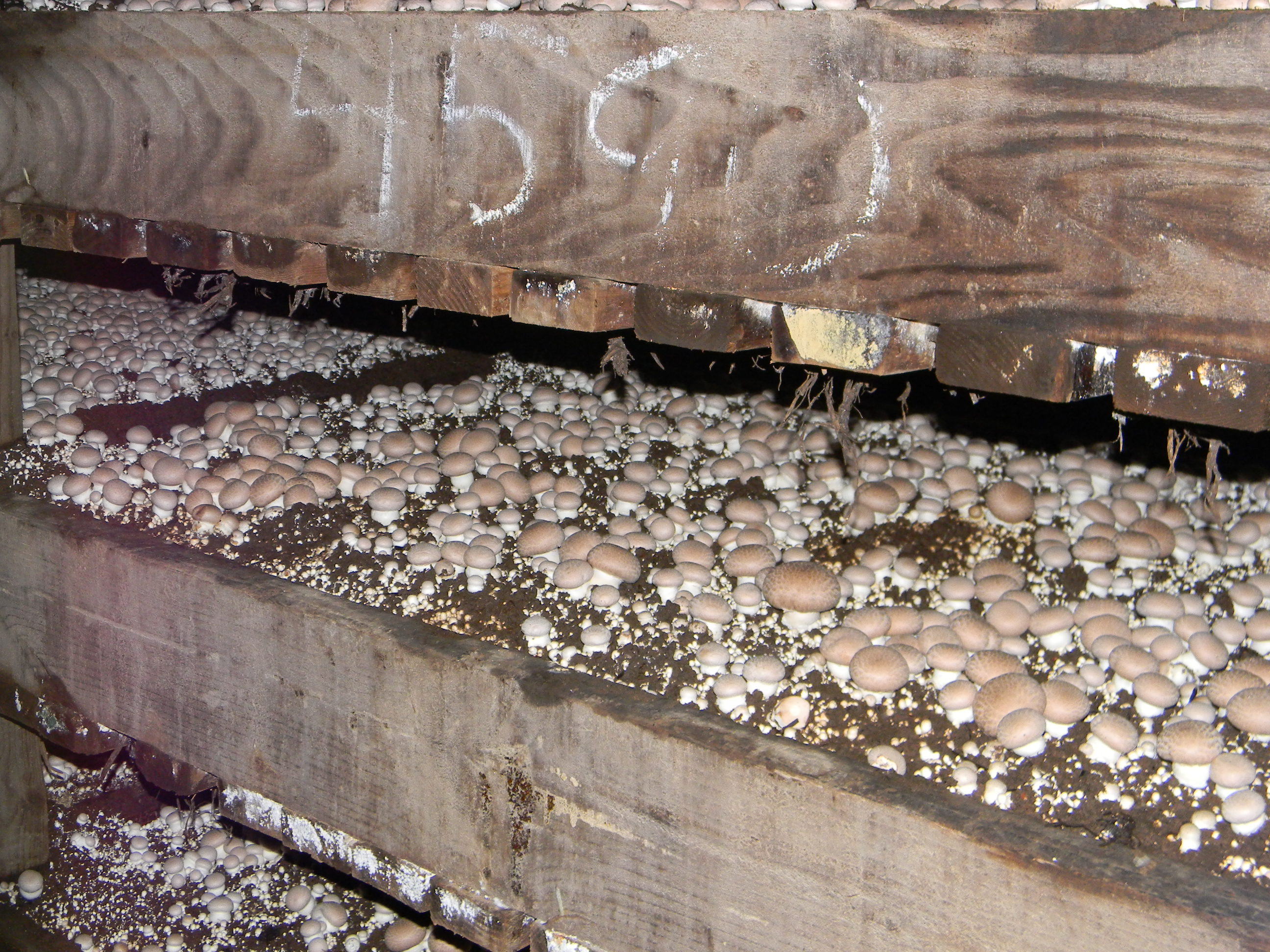
Champignons de Paris cultivés sur couche.

La culture du champignon de Paris est pratiquée aujourd'hui dans 70 pays et représente environ 40 % de la production mondiale de champignons.
La Chine possède 10 millions de cultivateurs et domine le marché de ces champignons avec 70 % de la production mondiale.
L'Agaricus bisporus est cultivé industriellement en champignonnières, dans d'anciennes carrières, dans des caves ; la température doit y être constante et l'aération des locaux indispensable. Le substrat de culture est constitué de paille, fumier de cheval, gypse (sulfate de calcium) que l'on fait composter. Une fois le compost refroidi, ensemencé puis envahi par le mycélium du champignon, une couche de terre calcaire (terre de gobetage) est ajoutée pour provoquer la pré-fructification. La fructification est induite par l'abaissement de la température et la ventilation (baisse du taux de CO2).
Le champignon de Paris peut être parasité par un autre champignon, Mycogone rosea, qui provoque une maladie nommée « môle », et cause parfois de sérieuses pertes aux cultivateurs.

### Valeur alimentaire
Ce champignon, le plus cultivé au monde, est source de protéines, de glucides, de lipides, de chitine, de fibres et d'oligoéléments (sodium, potassium, phosphore), d'antioxydants et d'acides gras insaturés.
Attention, comme tous les champignons, s'il croît sur un substrat pollué par des métaux lourds, métalloïdes toxiques ou radionucléides, il est susceptible de fortement les bioaccumuler.

### Intérêt médicinal
Une espèce proche (Agaricus blazei), comestible, est aussi utilisée comme médicament. Il contient des antioxydants et des médiateurs immunomodulateurs, qui ont attiré l'attention car potentiellement utile contre certains cancers,, maladies inflammatoires, infections virales (contre l'herpès simplex de type 1 (HSV1) étudiée avec 50 μg/ml d'extrait d' Agaricus blazei) et/ou bactériennes, ou encore contre le diabète, ou contre la biosynthèse de lipoprotéines de densité intermédiaire (cholestérol IDL),. Ce champignon a aussi été testé contre la leishmaniose avec des résultats très significatif, selon deux études publiées en 2011 et 2012.
Agaricus bisporus est quant à lui déjà connu comme source d'ingrédients actifs tels que vitamine C, vitamine E (α-Tocopherol, γ-Tocopherol, δ-Tocopherol) et vitamine B (B1, B2, B3, B5, B6, B7, B9 et B12), lectines, polysaccharides (bêta-Glucanes notamment), peptides, lipopolysaccharides, acides aminés essentiels, glycoprotéines, nucléosides, triterpénoïdes, acides gras et leurs sous-produits.
Il contient notamment des flavonoïdes, des caroténoïdes et des phénols (avec par ordre décroissant : Myricétine, acide caféique, acide protocatéchique, catéchines, acide férulique, acide gallique, acide p-coumarique, acide cinnamique) de l'Ergostérol (186.1 g/100g de champignon frais d'Ergosterol ; 1.73 g/100g d'Ergosta.7.enol ; 6.05 g/100g d'Ergosta.5,7-dienol ; 2.45 g/100g d'Ergosta-7, 22 dienol) connus pour leurs vertus  antioxydantes . Il contient des bêta-Glucanes qui améliorent l'immunité en activant le système du complément, avec semble-t-il des effets anti-tumorigènes pouvant résulter d'une meilleure immunité cellulaire. Agaricus bisporus semble renforcer l'immunité muqueuse et considérablement accroître la production d'immunoglobuline A par l'organisme.
Ce champignon a donc des propriétés immunomodulatrices, antimicrobiennes, antifongiques, anti-inflammatoires, anticancéreuses, antioxydantes et être utile contre l'athérosclérose.
Il peut inhiber l'aromatase et donc diminuer les niveaux d'œstrogènes du corps humain, ce qui pourrait réduire la susceptibilité au cancer du sein (carcinome),. In vitro, l'ergostérol extrait de ce champignon inhibe le carcinome du sein de la plupart des cultures de lignée cellulaire de ce cancer, via l'inhibition de l'aromatase et ce, sans effet secondaire.
En 2020, en raison de plusieurs de ses propriétés, le champignon a fait partie des nombreuses substances ayant été proposées comme source potentielle de médicament contre le nouveau coronavirus SARS-CoV-2, responsable de la pandémie de COVID-19.[source secondaire nécessaire]

### Culture à domicile
Le champignon de Paris est une des rares espèces de champignons que l'on peut faire pousser à domicile. La pratique s'est répandue avec la popularisation de l'agriculture urbaine.

### En région parisienne

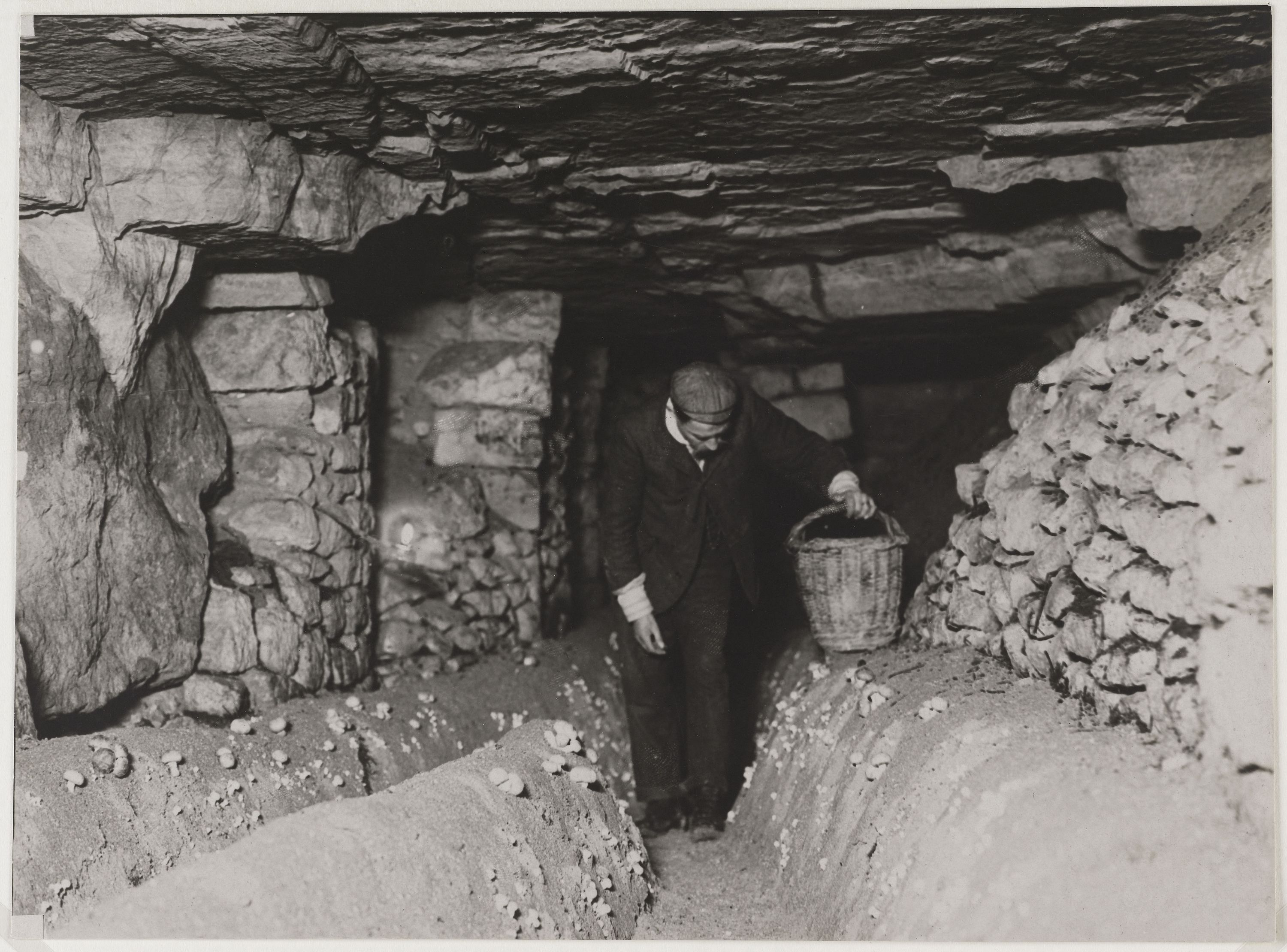
Photographie de Charles Lansiaux d'une champignonnière dans le 14e arrondissement de Paris entre 1916 et 1922.

Il demeure en 2016 six champignonnières en région parisienne, dans le Val-d’Oise, dans l’Oise et dans les Yvelines. Fournisseur du chef Yannick Alléno, Grégory Spinelli, producteur à Saint-Ouen-l’Aumône, explique que « le vrai champignon de Paris est cultivé en cave. Et il ne pousse pas dans de la tourbe mais sur une couche de calcaire, d’où il puise tous les minéraux et qui rejette moins d’eau. C’est tout cela qui fait la différence avec les champignons de Paris venus de Hollande ou de Pologne. »